# Elettra (figlia di Agamennone)

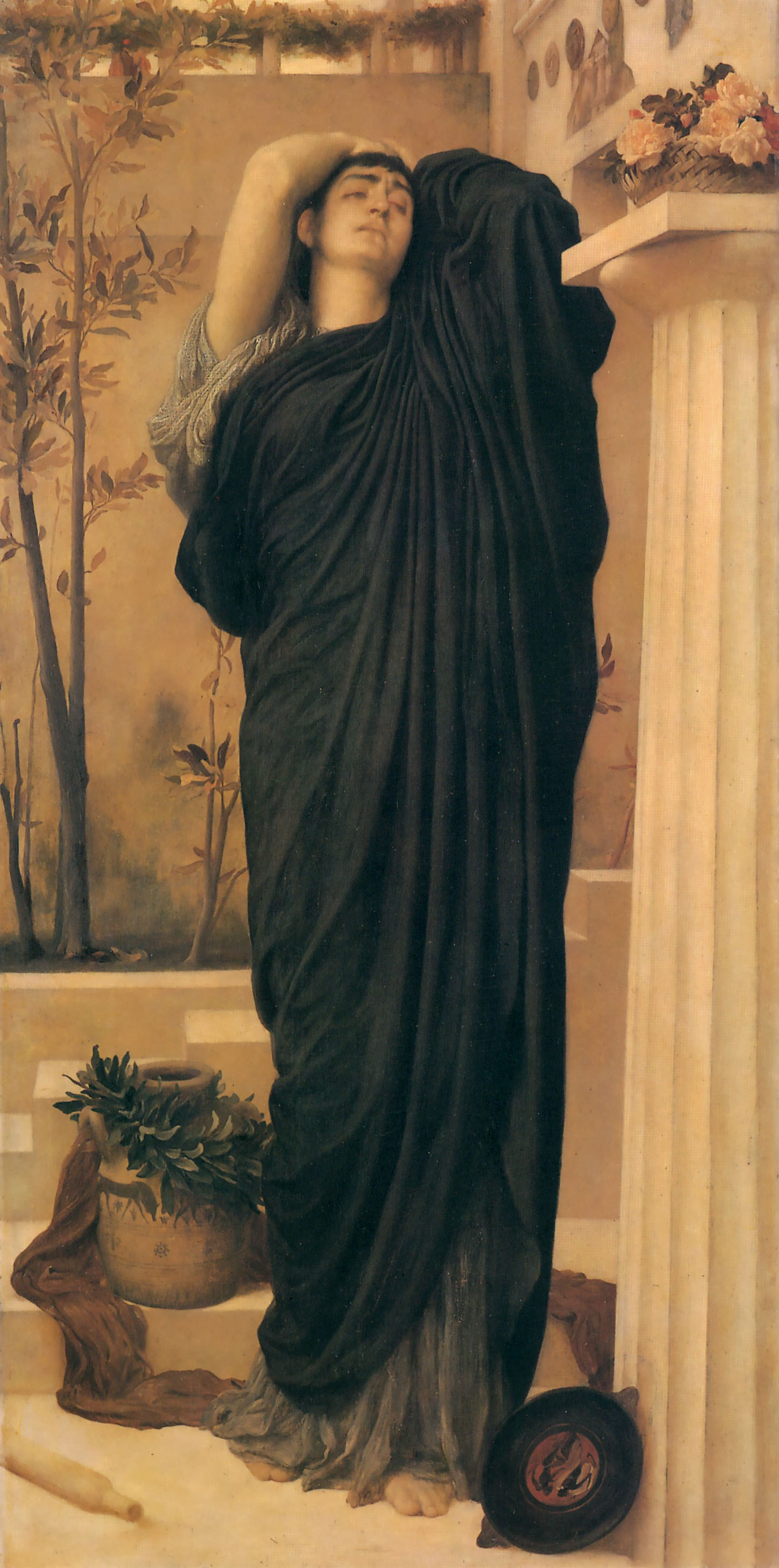
Elettra sulla tomba di Agamennone, opera di Frederic Leighton, 1869, collezione privata.

Elettra è un personaggio della mitologia greca. Era figlia di Agamennone, re di Micene, e Clitennestra; era la sorella di Oreste, Crisotemi e Ifigenia.

## Mito
Dopo la morte del padre Agamennone, per mano di Clitennestra col contributo del suo amante Egisto, Elettra (che sarebbe dovuta convolare a nozze con lo zio Castore, prima che egli morisse e divenisse semidio) rimase sola a palazzo, in balia dei due amanti. Nonostante i migliori prìncipi di Grecia si disputassero la sua mano, Egisto, che temeva che essa generasse un figlio desideroso di vendicare il padre, comunicò che nessun pretendente sarebbe stato soddisfatto. Egli propose di eliminarla per paura che giacesse in segreto con uno degli ufficiali di palazzo e desse alla luce un bastardo, ma Clitennestra, che non provava vergogna per aver cospirato contro Agamennone e non voleva far ricadere su di sé l'ira degli dei, lo dissuase dal complotto. Ciononostante concesse che Elettra andasse in matrimonio a un umile contadino miceneo. 
Elettra istigò il fratello Oreste, giunto nel frattempo, a vendicare il padre, con l'aiuto di Pilade, figlio di Anassibia, una delle sorelle di Agamennone, e quindi loro cugino, che aveva seguito quest'ultimo; dopo che Oreste compì la vendetta uccidendo Egisto e Clitennestra, Elettra sposò il cugino.

## Elettra nella letteratura
La figura di Elettra ha ispirato numerose opere letterarie. 
Era, probabilmente, tra i protagonisti della Orestea di Stesicoro, da cui avrebbe attinto, anche per altri particolari, Eschilo, che vi dedicò una trilogia intitolata Orestea: il primo dramma (Agamennone) raccontava l'omicidio di Agamennone da parte di Clitennestra ed Egisto, suo amante; il secondo (Le coefore) riproponeva il matricidio di Clitennestra e l'omicidio di Egisto perpetrati da Oreste; il terzo (Le eumenidi) vede l'assoluzione di Oreste dall'orrendo crimine commesso grazie all'istituzione da parte di Atena del tribunale dell'Areopago.
In Attica, dove i Pelopidi erano ben noti, la tragedia di Sofocle ebbe un notevole successo, tanto che, dopo di lui, il dramma di Elettra e della sua famiglia venne portato in scena anche da Euripide, che dedicò a Elettra la tragedia omonima, dando voce a una mentalità che era molto più distante da quella eschilea.
In età moderna, notevoli furono Idomeneo, opera di Mozart in cui si immagina che Elettra, dopo la morte di Clitennestra, abbia trovato rifugio a Creta e s'innamori infelicemente di Idamante, figlio del re, e la tragedia di Prosper Jolyot de Crébillon, oltre alle tragedie Oreste ed Agamennone di Vittorio Alfieri.
In età contemporanea, si possono ricordare, tra gli altri drammi, Il lutto si addice ad Elettra (Mourning Becomes Electra)  di Eugene Gladstone O'Neill, Elettra (Electre) di Benito Pérez Galdós, la Tragedia in lingua ungherese di Péter Bornemisza, la Elettra (Elektra) di Hugo von Hofmannsthal, che fu la base per l'omonima opera lirica di Richard Strauss. Ancora, si ricordano Elettra di Jean Giraudoux ed Elettra o la caduta delle maschere, un dramma di Marguerite Yourcenar.
Per quanto riguarda il cinema, dopo Elettra (Elettra), lungometraggio prodotto da Aquila Films (1909), si ricordano la Elettra (Ηλέκτρα) di Michael Cacoyannis (1962), * Elettra, Amore Mio (Szerelmem, Elektra) - lungometraggio di Miklós Jancsó (1974), Elettra (Elettra) di Tonino De Bernardi (1987) e il mediometraggio elektraZenSuite (elektraZenSuite) di Alessandro Brucini (2006).
Anche a livello musicale, l'eroina ha ispirato la cantante britannica Marina che, per il suo secondo album in studio, Electra Heart, ha creato un personaggio di finzione ispirato per l'appunto ad Elettra.
In psicoanalisi il complesso di Elettra non è altro che il complesso di Edipo al femminileː nel primo è la ragazza che ama il padre ed è gelosa della madre; in quello di Edipo il ragazzo detesta la presenza del padre.

## Genealogia
|  |  |           |           |           |           |           |           |           |           |           |           |           |           |          |          |       |       |            |            | Tantalo    |            |            |            |        |        |              |              |              |              |              |              |        |        |           |           |           |           |           |           |         |         |         |         |  |  |  |  |
|  |  |           |           |           |           |           |           |           |           |           |           |           |           |          |          |       |       |            |            |            |            |            |            |        |        |              |              |              |              |              |              |        |        |           |           |           |           |           |           |         |         |         |         |  |  |  |  |
|  |  |           |           |           |           |           |           | Ippodamia | Ippodamia | Ippodamia | Ippodamia | Ippodamia | Ippodamia |          |          |       |       |            |            | Pelope     | Pelope     | Pelope     | Pelope     | Pelope | Pelope |              |              |              |              |              |              |        |        |           |           |           |           |           |           |         |         |         |         |  |  |  |  |
|  |  |           |           |           |           |           |           | Ippodamia | Ippodamia | Ippodamia | Ippodamia | Ippodamia | Ippodamia |          |          |       |       |            |            | Pelope     | Pelope     | Pelope     | Pelope     | Pelope | Pelope |              |              |              |              |              |              |        |        |           |           |           |           |           |           |         |         |         |         |  |  |  |  |
|  |  |           |           |           |           |           |           |           |           |           |           |           |           |          |          |       |       |            |            |            |            |            |            |        |        |              |              |              |              |              |              |        |        |           |           |           |           |           |           |         |         |         |         |  |  |  |  |
|  |  |           |           |           |           |           |           |           |           |           |           |           |           |          |          |       |       |            |            |            |            |            |            |        |        |              |              |              |              |              |              |        |        |           |           |           |           |           |           |         |         |         |         |  |  |  |  |
|  |  |           |           |           |           | Erope     | Erope     | Erope     | Erope     | Erope     | Erope     |           |           | Atreo    | Atreo    | Atreo | Atreo | Atreo      | Atreo      |            |            |            |            |        |        |              |              |              |              | Tieste       | Tieste       | Tieste | Tieste | Tieste    | Tieste    |           |           | Pelopia   | Pelopia   | Pelopia | Pelopia | Pelopia | Pelopia |  |  |  |  |
|  |  |           |           |           |           | Erope     | Erope     | Erope     | Erope     | Erope     | Erope     |           |           | Atreo    | Atreo    | Atreo | Atreo | Atreo      | Atreo      |            |            |            |            |        |        |              |              |              |              | Tieste       | Tieste       | Tieste | Tieste | Tieste    | Tieste    |           |           | Pelopia   | Pelopia   | Pelopia | Pelopia | Pelopia | Pelopia |  |  |  |  |
|  |  |           |           |           |           |           |           |           |           |           |           |           |           |          |          |       |       |            |            |            |            |            |            |        |        |              |              |              |              |              |              |        |        |           |           |           |           |           |           |         |         |         |         |  |  |  |  |
|  |  |           |           |           |           |           |           |           |           |           |           |           |           |          |          |       |       |            |            |            |            |            |            |        |        |              |              |              |              |              |              |        |        |           |           |           |           |           |           |         |         |         |         |  |  |  |  |
|  |  | Anassibia | Anassibia | Anassibia | Anassibia | Anassibia | Anassibia |           |           | Menelao   | Menelao   | Menelao   | Menelao   | Menelao  | Menelao  |       |       | Agamennone | Agamennone | Agamennone | Agamennone | Agamennone | Agamennone |        |        | Clitennestra | Clitennestra | Clitennestra | Clitennestra | Clitennestra | Clitennestra |        |        | Egisto    | Egisto    | Egisto    | Egisto    | Egisto    | Egisto    |         |         |         |         |  |  |  |  |
|  |  | Anassibia | Anassibia | Anassibia | Anassibia | Anassibia | Anassibia |           |           | Menelao   | Menelao   | Menelao   | Menelao   | Menelao  | Menelao  |       |       | Agamennone | Agamennone | Agamennone | Agamennone | Agamennone | Agamennone |        |        | Clitennestra | Clitennestra | Clitennestra | Clitennestra | Clitennestra | Clitennestra |        |        | Egisto    | Egisto    | Egisto    | Egisto    | Egisto    | Egisto    |         |         |         |         |  |  |  |  |
|  |  |           |           |           |           |           |           |           |           |           |           |           |           |          |          |       |       |            |            |            |            |            |            |        |        |              |              |              |              |              |              |        |        |           |           |           |           |           |           |         |         |         |         |  |  |  |  |
|  |  |           |           |           |           |           |           |           |           |           |           |           |           |          |          |       |       |            |            |            |            |            |            |        |        |              |              |              |              |              |              |        |        |           |           |           |           |           |           |         |         |         |         |  |  |  |  |
|  |  |           |           |           |           |           |           |           |           | Ifigenia  | Ifigenia  | Ifigenia  | Ifigenia  | Ifigenia | Ifigenia |       |       | Oreste     | Oreste     | Oreste     | Oreste     | Oreste     | Oreste     |        |        | Elettra      | Elettra      | Elettra      | Elettra      | Elettra      | Elettra      |        |        | Crisotemi | Crisotemi | Crisotemi | Crisotemi | Crisotemi | Crisotemi |         |         |         |         |  |  |  |  |